# Крос Націй

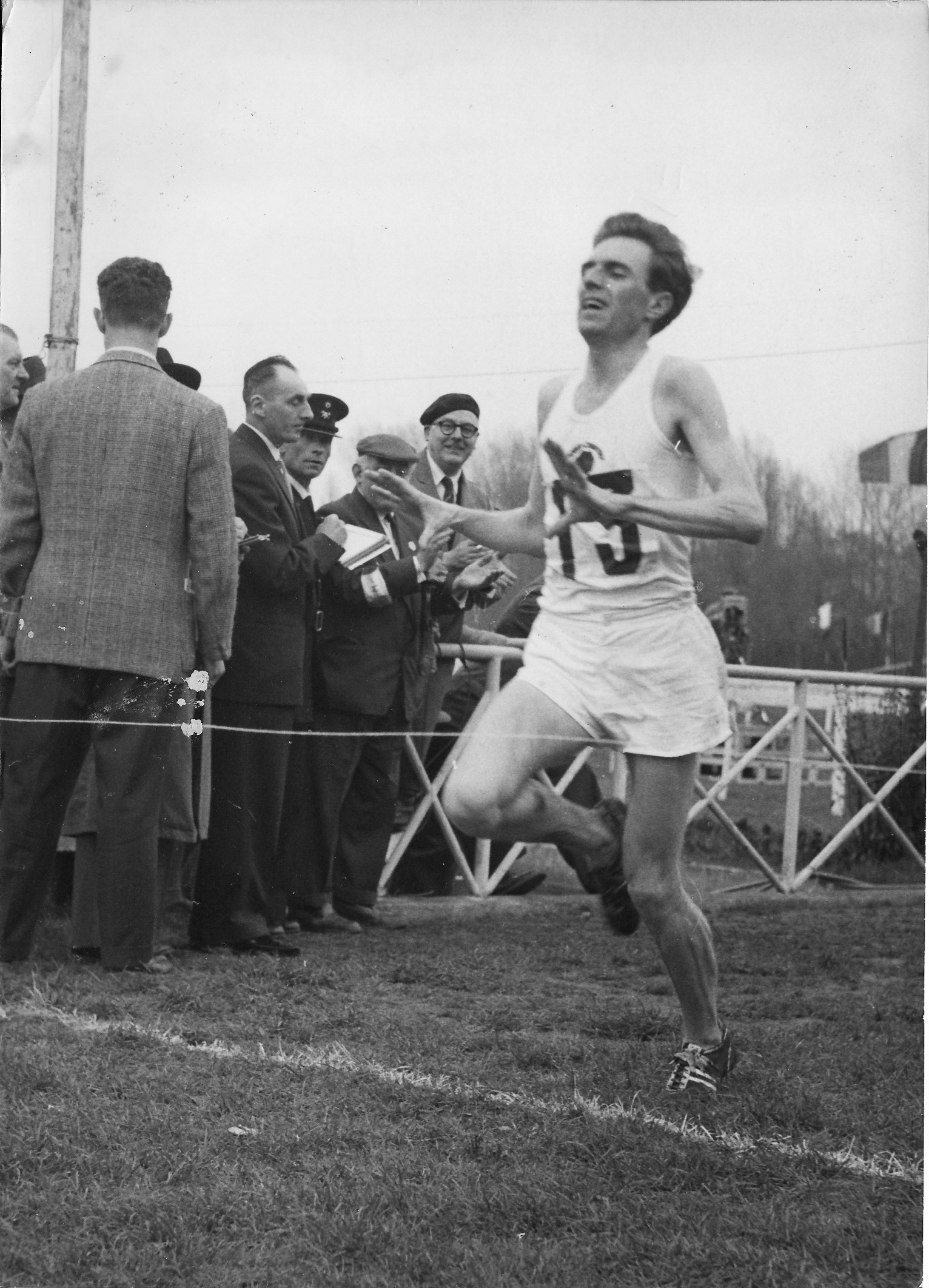
Переможний фініш в 1957 році

Крос Націй (Міжнародний чемпіонат з кросу) — щорічний міжнародний пробіг, попередник чемпіонату світу з кросу і перший щорічний міжнародний чемпіонат. Його проводив International Cross Country Union (ICCU) з 1903 по 1972 з перервами під час двох світових воєн.

## Історія
Перший Міжнародний чемпіонат з кросу відбувся в 1903 році в шотландському Гамільтоні. Особисті змагання виграв відомий англійський стаєр Альфред Шрабб. У командному заліку взяли участь команди з Англії, Шотландії, Уельсу та Ірландії. Першою була англійська команда. У 1907 Франція була першою небританскою командою, в 1911 виграв Жан Буен, перший неангломовний спортсмен.
Змагання, які не проходили з 1915 по 1919 рік через війну, стали приймати в 1920-х все більше і більше команд з материкової частини Європи: в 1923 вперше з'явилася Бельгія, в 1929 році були Італія, Іспанія, Люксембург і Швейцарія. З 1941 по 1945 рік не було змагань через Другу світову війну. Туніс в 1958 році став першою африканською командою-учасником.

Марокканець Рхаді Бен-Абдесселам виграв в 1960 році — перший переможець з африканської країни. Рекордсменами за кількістю перемог у чоловіків були англієць Джек Голден, француз Ален Мімун і бельгієць Гастон Рулантс з чотирма перемогами. З 1961 також брали участь бігуни в групі до 21 років. У 1969 виграв майбутній рекордсмен світу в бігу на 10 000 метрів Девід Бедфорд; в 1970 бельгієць Ерік Де Бек посів третє місце. У 1974 він став чемпіоном світу вже у дорослій категорії. Після неофіційних жіночих змагань, які відбулися в 1930-і і в 1950-і роки, з 1967 року жіночі змагання стали офіційною частиною Кросу Націй.
Американська бігунка Доріс Браун домінувала в короткій історії жіночого змагання, вигравши п'ять перших офіційних забігів з 1967 по 1971. У 1970 були проведені два забіги в один день: в Фредеріку перемогла Доріс Браун і в Віші Паола Піньі.
У 1971 році на Конгресі ICCU було прийнято рішення про передачу організації заходу в ІААФ. Процес був завершений після чемпіонату 1972 року в Кембриджу. У 1973 році його замінив чемпіонат світу з кросу, перший офіційний чемпіонат світу з легкої атлетики взагалі.